# 怪獣王ゴジラ (ゲームボーイ)
怪獣王ゴジラ（かいじゅうおう ゴジラ）とは、東宝の特撮映画『ゴジラ』シリーズを原作とした、バンダイのアクションゲーム。1993年12月17日に発売された。

## 概要
プレイヤーはゴジラを操作し、怪獣や人間の兵器を倒していく横スクロールアクションのゲーム。発売時の最新作『ゴジラvsメカゴジラ』までに登場する殆どのゴジラシリーズの怪獣が登場する。また、スーパーXやメーサー車などの超兵器、はつゆき型護衛艦や90式戦車（ゲーム中の表示は"ハツユキ"や"90式タンク"）などの実在兵器もステージ中に登場する。
ゴジラは、パンチ・放射能熱線・強化放射能熱線・尻尾攻撃によって敵怪獣と戦う。
尻尾攻撃中は無敵状態となるため敵の攻撃を回避する手段でもある。また、放射熱線は遠距離の相手に攻撃できるうえに上、中、下段に撃ち分けられるが、使用すると体力を消耗してしまい、一定値まで体力が減ると使用不能になる。怪獣や超兵器の中には熱線を反射・無効化する能力を持ったものもいる。強化放射能熱線は攻撃方向が下段に固定されているうえに熱線使用不能になるまで停止できないものの、熱線反射能力を持つ敵にもダメージを与えられる。低下した体力は待機することで回復することが可能。また、後退時にはガード姿勢を取るためダメージを軽減できる。一部の怪獣や自衛隊の兵器は、体当たり（踏み潰し）で破壊できるが、ゴジラも若干のダメージを受ける。

### オープニング
オープニングではゴジラのテーマ曲がBGMとして流れ、映画作品の場面イメージが表示される。
1993年、小笠原諸島沖でマグニチュード5の地震が発生。この影響で活動を再開したゴジラを海上自衛隊のP-3Cが発見、臨時国会は自衛隊に出動命令（デフコン1）を発令する。そしてついに、ゴジラは伊勢湾に侵入した。

## 登場怪獣
- ゴジラ

### レベル1 大阪ステージ
1. エビラ
2. バトラ幼虫(海上から頭部のみ出している)
3. モスラの卵1992(卵自体は動かず、浮きドックに設置された砲台が弾を撃つ)
4. モスラ幼虫1992(海上から頭部のみ出している)
5. バトラ幼虫
6. バトラ成虫
7. モスラ成虫1992

### レベル2 芦ノ湖ステージ
1. スーパーX
2. アンギラス
3. ビオランテ花獣形態
4. スーパーX2
5. ビオランテ植獣形態

### レベル3 富士山ステージ
1. ヘドラ飛行期
2. マンダ
3. ガバラ
4. カマキラス (3体で登場)
5. クモンガ
6. ヘドラ完全期

### レベル4 名古屋ステージ
1. キングギドラ
2. キングシーサー
3. ガイガン
4. ジェットジャガー
5. メガロ
6. ゲゾラ
7. ガニメ
8. ゴロザウルス
9. メカキングギドラ

### レベル5 東京ステージ
1. メカゴジラ飛行形態
2. 偽ゴジラ
3. メカゴジラ
4. バラン
5. チタノザウルス
6. ラドン
7. スーパーメカゴジラ